# Плезиди
Плезиди́ (фр. Plésidy, брет. Plijidi) — коммуна во Франции, находится в регионе Бретань. Департамент — Кот-д’Армор. Входит в состав кантона Каллак. Округ коммуны — Генган.
Код INSEE коммуны — 22189.

## География
Коммуна расположена приблизительно в 410 км к западу от Парижа, в 115 км западнее Ренна, в 28 км к западу от Сен-Бриё.

## Население
Население коммуны на 2016 год составляло 612 человек.
| 1962 | 1968 | 1975 | 1982 | 1990 | 1999 | 2008 | 2016 |
| ---- | ---- | ---- | ---- | ---- | ---- | ---- | ---- |
| 956  | 870  | 737  | 709  | 636  | 635  | 697  | 612  |

## Экономика
В 2007 году среди 374 человек в трудоспособном возрасте (15—64 лет) 283 были экономически активными, 91 — неактивными (показатель активности — 75,7 %, в 1999 году было 74,8 %). Из 283 активных работали 257 человек (149 мужчин и 108 женщин), безработных было 26 (12 мужчин и 14 женщин). Среди 91 неактивных 27 человек были учениками или студентами, 26 — пенсионерами, 38 были неактивными по другим причинам.

## Достопримечательности
- Часовня Сент-Ив (XVI век). Исторический памятник с 1926 года[3]
- Усадьба Тульгонек, или Туль-ан-Голе (XVI век). Исторический памятник с 1927 года[4]
- Менгир Келуан, или Каэлонан (эпоха неолита). Исторический памятник с 1889 года[5]
- Придорожный крест (XVI век). Исторический памятник с 1926 года[6]
- Придорожное распятие-фонтан (XIV век). Исторический памятник с 1964 года[7]

## Фотогалерея
- Часовня Троицы и придорожный крест
- Часовня Сент-Ив
- Придорожное распятие-фонтан
- Менгир Келуан